# Crepis foliosa
Crepis foliosa — вид рослин із родини айстрових (Asteraceae).

## Середовище проживання
Зростає у північній і східній Європі: Швеція, Естонія, Росія, Україна.
В Україні вид росте в Криму.